# Merlo (Buenos Aires)
Merlo è una città argentina della provincia di Buenos Aires, capoluogo del partido omonimo.  

## Geografia
Merlo è situata sulla sponda destra del fiume Reconquista, a 29 km ad ovest dal centro di Buenos Aires. È integrata nella parte occidentale della grande area metropolitana bonaerense Grande Buenos Aires. La città confina con le città di San Antonio de Padua, Paso del Rey, Moreno, il Rio (fiume) Reconquista e le città di Mariano Acosta, Libertad, Ituzaingó e Parque San Martín.

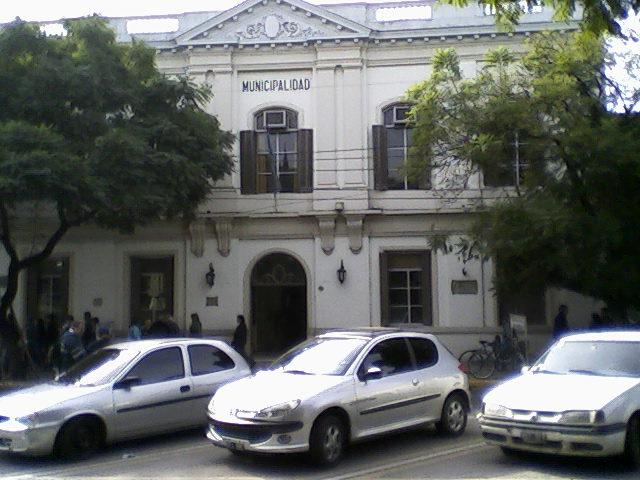
Palazzo comunale.

## Storia

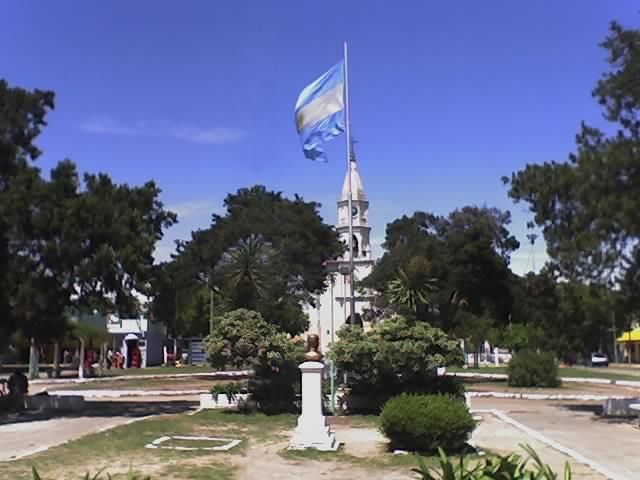
La città vecchia.

Nei primi decenni del XVIII secolo Francisco de Merlo, un commerciante e latifondista spagnolo trapiantato a Buenos Aires, acquisì una serie di terreni ad ovest della città, lungo la strada reale per Córdoba. Nel 1738 egli chiese al cabildo bonaerense l'autorizzazione per fondare un nuovo villaggio sulle sue proprietà e limitare così le incursioni degli indigeni contro le fattorie della zona. Nel 1755 Merlo ricevette il permesso da parte del re per fondare un nuovo insediamento ad ovest di Buenos Aires. La nuova cittadina si sarebbe potuto dotare anche di un cabildo e di uno scudo d'arme. Così il 28 agosto dello stesso anno Merlo fondò ufficialmente la città di Villa de San Antonio del Camino. 
Negli anni successivi tuttavia l'insediamento non riuscì a crescere e prosperare e, dopo la morte di Merlo nel 1758, tutte le proprietà di quest'ultimo passarono nelle mani dei padri mercedari. Ad affossare definitivamente lo sviluppo della città fu la costruzione nel 1773 del ponte Márquez sul río de las Conchas che spostò tutto il traffico sulla nuova strada, detta de los Gaonas, che di fatto tagliava fuori Merlo. Nel 1776 la parrocchia locale si trasferì nella vicina Morón a causa dello spopolamento. Nello stesso anno i mercedari costruirono un ospizio per i poveri della zona.
Nel 1852 le terre sulle quali sorgeva il villaggio, ormai in rovina, furono acquistate dall'irlandese Thomas Gibson Pearson. Sei anni dopo il figliastro di quest'ultimo, Juan Dillon, decise di rifondare Merlo grazie all'arrivo della ferrovia da Buenos Aires. Per rendere più appetibili degli appezzamenti da decenni ai margini dei traffici commerciali, Dillon convinse l'impresa costruttrice a modificare il tracciato della linea più a sud, attraverso appunto i suoi terreni. L'impresa creò un'apposita commissione per lo sviluppo dell'abitato ed incaricò l'architetto Pedro Benoit di tracciare le strade e le piazze del nuovo abitato. L'11 agosto 1859 fu aperta al traffico la stazione ferroviaria di Merlo.
Negli anni successivi la sua rifondazione, il villaggio fu scarsamente popolato e molti lotti di terreno rimasero invenduti. In questi primi anni, grazie alla presenza di un curato irlandese nella parrocchia locale, s'insediò a Merlo una piccola comunità di immigrati provenienti da quell'isola. Nei decenni successivi giungeranno grandi ondate di migranti italiani e spagnoli che soppianteranno gli irlandesi.
Negli anni quaranta del XX secolo Merlo fu investita da una seconda ondata migratoria, proveniente dalle provincie dell'interno, che trasformarono l'abitato da villaggio di campagna a popoloso sobborgo della capitale.
Merlo fu dichiarato "città" con la legge provinciale 5830 del 19 agosto 1955. 

## Monumenti e luoghi d'interesse
- Chiesa di Nostra Signora della Mercede, progettata nel 1863 dall'architetto Benoit.

## Cultura

### Istruzione

#### Musei
- Museo di Storia Sociale di Merlo

### Teatri
- Teatro Municipale "Enrique Santos Discépolo"

## Infrastrutture e trasporti

### Strade
Merlo si sviluppa lungo la provinciale 7, un tempo strada nazionale, che unisce Buenos Aires a Luján. 

### Ferrovie
Merlo è servita da una stazione ferroviaria lungo la linea suburbana Sarmiento, che collega il centro di Buenos Aires con la parte occidentale della sua area metropolitana.

## Sport
Le principali società sportive della città sono l'Argentino di Merlo ed il Deportivo Merlo.